# Zapatawinterkoning
De zapatawinterkoning (Ferminia cerverai) is een zangvogel uit de familie Troglodytidae (winterkoningen). Het is een bedreigde vogelsoort die endemisch is in zuidwestelijk Cuba.

## Herkenning
De vogel is 15,5 tot 16 cm lang met zwartbruine veertjes op de kruin, met lichtbruine randjes en heeft een wat vage, licht oogstreep. Verder is de vogel over het hele bovenlijf gestreept afwisselend met bruin en zwart. De vogel heeft relatief korte poten en een vrij lange, brede staart (althans voor een winterkoning). De ogen zijn helder bruin, de poten zijn vaag bruinachtige en de snavel is donkerbruin van boven en lichter bruin van onder.

## Verspreiding en leefgebied
De zapatawinterkoning komt uitsluitend voor in het noorden en midden van het Zapatamoeras in Cuba. Toen de vogel in 1926 daar werd ontdekt, was het een algemeen voorkomende soort. Daarna zijn er niet zo veel waarnemingen gedaan; het vermoeden bestaat dat deze winterkoning na 1930 snel in aantal achteruitgegaan is.
Het leefgebied bestaat uit moerasgebied waarin een bepaald soort gras (Cladium jamaicense) en riet (Typha dominguensis) domineert, afgewisseld met struikgewas. Het moeras staat alleen in de regentijd onder water en ligt een in een savannegebied.

## Status
In 1998 werd de grootte van de populatie geschat op 1000 tot 2500 individuen, dit komt neer op 600 tot 1700 volwassen vogels. Moerasgebied wordt omgezet in weidegebieden, door in het droge seizoen de vegetatie te laten afbranden, daardoor neemt het leefgebied af. Verder heeft de vogel te lijden door de introductie van predatoren zoals ratten en de Indische mangoeste (Herpestes javanicus). Om deze redenen staat de zapatawinterkoning als bedreigd op de Rode Lijst van de IUCN.